# 唐·皮約特
《唐·皮約特》（英語：Don Peyote）是一部2014年的美國喜劇電影，由丹·富勒和Michael Canzoniero編劇和執導。主演是丹·富勒，飾演一名靈性覺醒的懶鬼，並對陰謀論著迷。

## 演員
- 丹·富勒 飾 Warren Allman
- 佐舒·杜咸米爾
- 傑·巴魯契 飾 Bates
- Wallace Shawn（英语：Wallace Shawn） 飾 心理醫生
- Kelly Hutchinson 飾 Karen
- Yang Miller 飾 Balance
- 安妮·夏菲維 飾 真相的特工
- 陶佛·葛瑞斯 飾 Glavin Culpepper
- Annabella Sciorra（英语：Annabella Sciorra） 飾 Giulietta
- 阿貝爾·費拉拉 飾 出租車司機
- Daniel Pinchbeck（英语：Daniel Pinchbeck） 飾 他自己
- William Leroy 飾 納粹性癮者
- Gavin Octavien 飾 臨時演員

## 外部連結
- 互联网电影数据库（IMDb）上《唐·皮約特》的资料（英文）
- 爛番茄上《唐·皮約特》的資料（英文）
- Metacritic上《唐·皮約特》的資料（英文）